# Ranipet
Ranipet es una ciudad y municipio situada en el distrito de Ranipet en el estado de Tamil Nadu (India). Su población es de 50764 habitantes (2011), y el área metropolitana cuenta con 264330 habitantes. Se encuentra a 23 km de Vellore y a 117 km de Chennai. Es el centro administrativo del distrito.

## Demografía
Según el censo de 2011 la población de Ranipet era de 50764 habitantes, de los cuales 24278 eran hombres y 26276 eran mujeres. Ranipet tiene una tasa media de alfabetización del 90,09%, superior a la media estatal del 80,09%: la alfabetización masculina es del 94,36%, y la alfabetización femenina del 86,22%.